# 伊犁路
伊犁路是中華人民共和國上海市長寧區一條西南-東北走向道路，西南起自虹橋路，東北至延安西路，中与安顺路相交。全长700米，宽17.5米，其中车行道寬11米。道路為沥青路面。1925年，公共租界越界築路。最初道路名為法磊斯路（Fraser Road），又名番山路。1943年以新疆的伊犁河更名為伊犁路。